# Mitsunobu Miyamoto
Mitsunobu Miyamoto, en japonés: 宮本光庸 nacido en 1913 (2º año de la era Taishō) y fallecido en 2001 (13º año de la era Heisei), fue un escultor nacido en la Prefectura de Tokushima.
Participó en la Exposición de arte japonés -en japonés: 日本美術展覧会- y ganó el Premio Cultural de la Prefectura de Tokushima (en japonés: 徳島県文化賞) en la convocatoria de 1981; también obtuvo el premio de Asakura, entre otros logros en la escena de la escultura japonesa. Sus obras han sido expuestas en el Parque de Esculturas Myokenzan (en japonés: 妙見山公園) y en el paseo marítimo de la ciudad de Naruto. 

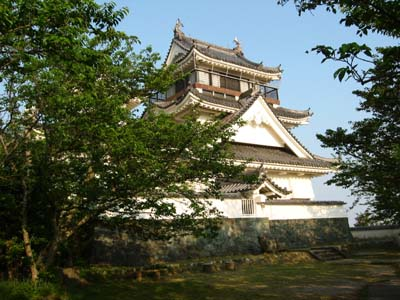
El parque de Esculturas Myokenzan -妙見山公園